# بنجامين أبوت
بنجامين أبوت (بالإنجليزية: Benjamin Abbot)‏ هو تربوي أمريكي، ولد في 17 سبتمبر 1762 في Andover, Massachusetts ‏ في الولايات المتحدة، وتوفي في 25 أكتوبر 1849 في نيوهامبشير في الولايات المتحدة.